# Randalstown
Randalstown är en ort i Storbritannien.   Den ligger i riksdelen Nordirland, i den västra delen av landet, 500 km nordväst om huvudstaden London. Randalstown ligger 40 meter över havet och antalet invånare är 5 378.
Terrängen runt Randalstown är huvudsakligen platt, men österut är den kuperad. Runt Randalstown är det tätbefolkat, med 530 invånare per kvadratkilometer. Närmaste större samhälle är Antrim, 8,5 km sydost om Randalstown. Trakten runt Randalstown består i huvudsak av gräsmarker.